# Max Neumann (triathlon)
Pour les articles homonymes, voir Neumann.
Max Neumann né le 30 mai 1995 dans l'état du Queensland est un triathlète professionnel australien, multiple vainqueur sur triathlon Ironman ou Ironman 70.3.

## Palmarès en triathlon
Le tableau présente les résultats les plus significatifs (podium) obtenus sur le circuit international de triathlon depuis 2019,.
| Année | Compétition                                  | Pays      | Position      | Temps           |
| ----- | -------------------------------------------- | --------- | ------------- | --------------- |
| 2022  | Ironman Cairns                               | Australie | Médaille d'or | 7 h 52 min 52 s |
| 2022  | Ironman 70.3 Sunshine Coast                  | Australie | Médaille d'or | 3 h 29 min 46 s |
| 2021  | Challenge Shepparton                         | Australie | Médaille d'or | 3 h 42 min 37 s |
| 2021  | Ironman Cairns                               | Australie | Médaille d'or | 7 h 58 min 54 s |
| 2020  | Ironman Cairns                               | Australie | Médaille d'or | 8 h 13 min 8 s  |
| 2019  | Ironman 70.3 Western Sydney                  | Australie | Médaille d'or | 3 h 47 min 4 s  |
| 2019  | Ironman 70.3 Xi'an                           | Chine     | Médaille d'or | 3 h 21 min 9 s  |
| 2019  | Triathlon de Gérardmer                       | France    | Médaille d'or | 4 h 25 min 7 s  |
| 2019  | Championnats d'Australie de triathlon sprint | Australie | Médaille d'or | 52 min 36 s     |
| 2019  | Championnats d'Australie de triathlon        | Australie | Médaille d'or | 1 h 49 min 49 s |